# Chichesteri Richárd
Chichesteri Richárd,  vagy Wych-i Richárd (Droitwich Spa, 1197 – Dover, 1253. április 3.) angol püspök, aki a szentmisék méltóságteljes celebrálásáért, a szentségek szabad kiszolgáltatásáért és a papság cölibátusáért küzdött. 
Ma a kocsisok védőszentjeként tisztelik.

## Élete

### Ifjúsága és tanulmányai
Szerény földbirtokosok fia volt, s annak ellenére, hogy fiatalkorában nagyon aktívan tanult, felnőttként tanyán kellett dolgoznia, hogy a családi szükségleteket kielégítse.
A gazdasági problémák megoldását követően az Oxfordi Egyetemen tanulhatott (1214 körül), a jeles jövőbeli püspökök, Canterburyi Szent Ödön és Robert Grosseteste irányítása alatt. Tanulmányait először Párizsban, majd hét évig Bolognában folytatta, ahol a kánonjogra koncentrált, s a városban másodszor is visszautasított egy vonzó házassági ajánlatot.

### Laikusként
1235-ben, 38 évesen visszatért Oxfordba, ahol azonnal kinevezték az egyetem rektorává. Régi tanítója, Szent Ödön, aki Canterbury érseke lett, 1237-ben a fontos egyházmegye kancellárjává tette. Itt kitüntette magát a papság reformjának megvalósítására vonatkozó együttműködésben és a királyi hatalom beavatkozásávali szembenállásban.
Elkísérte az érseket a franciaországi Pontignybe vezető útjára, és mellette volt, amikor 1240-ben Soisy-Bouyban meghalt. Mestere egy kelyhet hagyott örökül rá, Richárd pedig ebből az alkalomból úgy döntött, hogy pap lesz, és két évig teológiát tanult az orléans-i domonkosoknál.

### Papként és püspökként
1242-ben történt pappá szentelése után, 45 évesen visszatért Angliába, és egyszerű plébánosként a kenti Charing és Deal híveit szolgálta.
Az új Savoyai Bonifacio érsek azonban azonnal visszahelyezte a canterburyi főegyházmegye kancellári posztjára. Saját akarata ellenére 1244-ben a vitatott chichesteri püspökválasztás középpontjában találta magát a püspökök és a reformációs párt által támogatott jelöltként. III. Henrik angol király viszont helyette Richard Passelewe-t nevezte ki, aki képzett adminisztrátor, de teológiai kérdésekben tájékozatlan volt.
A canterburyi érsek mint prímás nem érvényesítette a kinevezést, s a király cserébe elkobozta a chichesteri egyházmegye vagyonát és jövedelmét. A két fél IV. Ince pápához fordult, aki megerősítve Wych-i Richárd választását, 1245-ben Lyonban püspökké szentelte.
Új püspökként visszatérvén chichesteri egyházmegyéjébe, annak minden vagyonát lefoglalva találta. Egy tarringi (Sussex) plébános házában kellett laknia, és gyalogosan járta be egyházmegyéjét, hogy elláthassa szolgálatát, szabadidejében pedig földjét művelte.
Ez a helyzet két évig tartott, és végül Henrik király, akit Ince pápa kiközösítéssel fenyegetett meg, az egyhazmegye minden vagyonát visszaadta.

### Tevékenysége
Richárd nagylelkű ember volt a vendéglátásban, megértéssel fordult a bűnösök felé, és mindenekelőtt nagylelkű volt az 1247-es éhínséget szenvedők iránt.
Megalkotta az Egyházmegyei Alapszabályt, amely máig fennmaradt, s minden rendelkezést tartalmaz a cölibátusra és a klérus magatartására, a szabad úrvacsoraszolgáltatásra, a szentmise méltó celebrálására, a hívek fegyelmére a parancsolt ünnepi előírások betartásában és az imák szívből való mondásában. Nagy szeretetben és segítségben részesítette a betegeket és az idős papokat.
Nagy prédikátora volt egy új keresztes hadjáratnak, IX. Lajos francia király 1253-as katasztrofális expedíciója után. Politikai szándék nélkül, célja csak az volt, hogy újra megnyissa a Szentföldet a zarándokok előtt.
Miközben Doverben volt, hogy templomot emeljen régi tanítója, Szent Ödön tiszteletére, súlyosan megbetegedett, és néhány nap múlva, 1253. április 3-án meghalt.

## Kultusza
Szentségének híre olyan volt, hogy mindössze kilenc év után IV. Orbán pápa 1262. január 22-én szentté avatta. 1276. június 16-án  I. Eduárd angol király, püspökök és méltóságok jelenlétében testét a sírból a chichesteri székesegyház főoltára mögötti ereklyetartóba szállították. Az emlékhelyet a szakadár VIII. Henrik angol király pusztíttatta el 1538. november 20-án, így ereklyéinek nyomuk veszett. Bronzszobra székesegyháza előtt ma is áll.
A sírjához vezető zarándoklatok az egész középkoron át tartottak, április 3-ai ünnepe általánossá vált Anglia bencés kolostoraiban. A katolikusok és az anglikánok ma is ünneplik. A kocsisok védelmezőjeként tisztelik, talán azért, mert amikor apja farmján dolgozott, lovas kocsikat hajtott.

## Egyéb projektek
- Wikiquote idézeteket tartalmaz Riccardo di Chichester témában
- Wikimedia Commons tartalmaz képeket vagy egyéb fájlokat Riccardo di Chichester témakörben

## Fordítás
Ez a szócikk részben vagy egészben  a   Riccardo di Chichester című olasz Wikipédia-szócikk ezen változatának fordításán alapul.  Az eredeti cikk szerkesztőit annak laptörténete sorolja fel. Ez a jelzés csupán a megfogalmazás eredetét és a szerzői jogokat jelzi, nem szolgál a cikkben szereplő információk forrásmegjelöléseként.